# هورنبیل اسکای‌ویز
هورنبیل اسکای‌ویز (به انگلیسی: Hornbill Skyways) یک شرکت هواپیمایی است که در ۱۹۷۷ میلادی تأسیس شده‌است. دفتر مرکزی هورنبیل اسکای‌ویز در کوچینگ، ساراواک واقع شده‌است و قطب این شرکت هواپیمایی در فرودگاه بین‌المللی کوچینگ قرار دارد.